# Lullingstone Castle

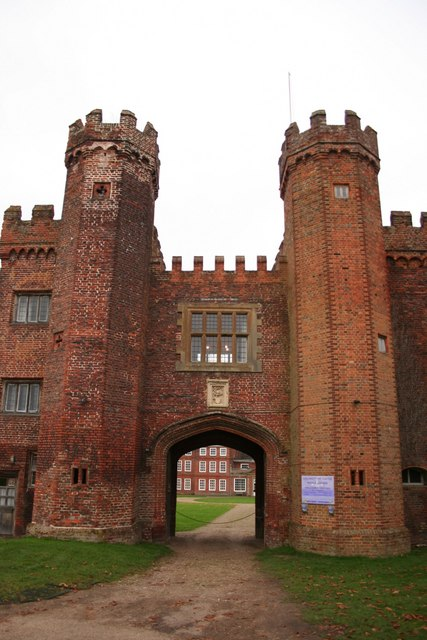
Portaria quinhentista restaurada do Lullingstone Castle.

O Lullingstone Castle é um palácio rural histórico da Inglaterra, erguido numa herdade na aldeia de Lullingstone, paróquia civil de Eynsford, no condado de Kent. Actualmente é a sede da família Hart Dyke.

## História
Mencionado no Domesday Book, o actual edifício foi iniciado em 1497. Henrique VIII e a Rainha Ana foram visitantes regulares do palácio. Apesar da sua portaria Tudor em tijolo ser uma das mais antigas na Inglaterra, o que sobrevive do palácio é, essencialmente, da época da Rainha Ana.
O parque circundante foi, anteriormente, um defeso de veados, com o palácio a servir de pavilhão de caça. Este contém alguns dos mais antigos carvalhos da Grã-Bretanha, flores campestres, uma igreja medieval (a Igreja de São Botolph, com o mais antigo vitral na Inglaterra) e o jardim murado, além de ter no seu interior a Villa Romana de Lullingstone. O jardim murado - inicialmente um jardim de ervas desenhado por Eleanour Sinclair Rohde - foi recentemente convertido num "World Garden of Plants" (Jardim do Mundo de Plantas) pelo actual herdeiro da propriedade (e membro da 20ª geração da família Hart Dyke), o caçador de plantas Tom Hart Dyke. Esta alteração foi tema da série da BBC2 intitulada Save Lullingstone Castle. Actualmente, o palácio e o jardim estão abertos ao público.